# Sceneo TVcentral
Sceneo TVcentral war eine alternative Media-Center-Software für Microsoft Windows auf Basis des  im Alpha-Stadium eingestellten Freeware-Projekts myHTPC. Die Grundfunktionen wurden speziell im Bereich Fernsehempfang mit DVB (Digital Video Broadcasting) und PC-Video-Aufnahme (Personal Video Recorder) erweitert.
Inzwischen wurde die Entwicklung von der Buhl Data Service GmbH eingestellt.

## Funktionsübersicht
Die Darstellung einer wohnzimmertauglichen GUI wird über GDI (Graphics Device Interface) realisiert und ist damit besonders für ältere Windows-Versionen zum Nachrüsten geeignet.
Sceneo TVcentral ist speziell in Deutschland verbreitet und zählt laut Herstellerangaben über 100.000 Anwender. Sceneo ist eine Produktlinie des Software-Herstellers Buhl Data Service GmbH, die seit 2003 in einem eigenen Geschäftsbereich entwickelt wird. 
Die Software wird sowohl OEM-Herstellern der PC-Hardwareindustrie zum Preinstall angeboten, um digitale TV-Karten einsetzen zu können. Aber auch im Einzelhandel und im Direktvertrieb ist Sceneo TVcentral zu beziehen. Neben der Softwarelizenz wird optional die Aktualisierung des elektronischen Programmführers (EPG) über Internet kostenpflichtig angeboten.
Die Software enthielt Videoverarbeitungssoftware von verschiedenen Zulieferern, u. a. nanocosmos aus Berlin zum Aufnehmen, Bearbeiten und erstellen von DVD-Videos.
Aus TVcentral wurde die Freeware Sceneo Bonavista herausgelöst. Sie ist optimiert für digitales Fernsehen am PC und ermöglicht auch den Parallel-Betrieb mehrerer Tuner.
- Fernsehempfang für DVB-S, DVB-C, DVB-T und analoge Signale
- DVD-Spieler
- Festplattenrecorder
- HDTV-Player
- Musik-Spieler
- Diashow
- Media-Server, der im Haus verteilte Clients mit Multimedia-Daten versorgt